# Castra
Castra (flertalsform) er et latinsk begreb, der blev brugt under den Romerske Republik og Romerriget for en militær "lejr", og castrum (ental) for et "fort" eller en befæstning. Begge begreber kunne henvise til enten en bygning eller et stykke jord, brugt som en befæstet militærbase.
Akademisk praksis har en tendens til at oversætte castrum som "fort", "lejr", "marchlejr" eller "fæstning".
Romerne brugte betegnelsen castrum om lejre i forskellige størrelser – herunder store legionsfæstninger, mindre forter til kohorter eller auxiliærtropper, midlertidige lejre og marchlejre. Den diminutive form castellum blev brugt om småforter, typisk bemandet af en deling fra en kohorte eller en centuria.